# Tanzila Narbaeva

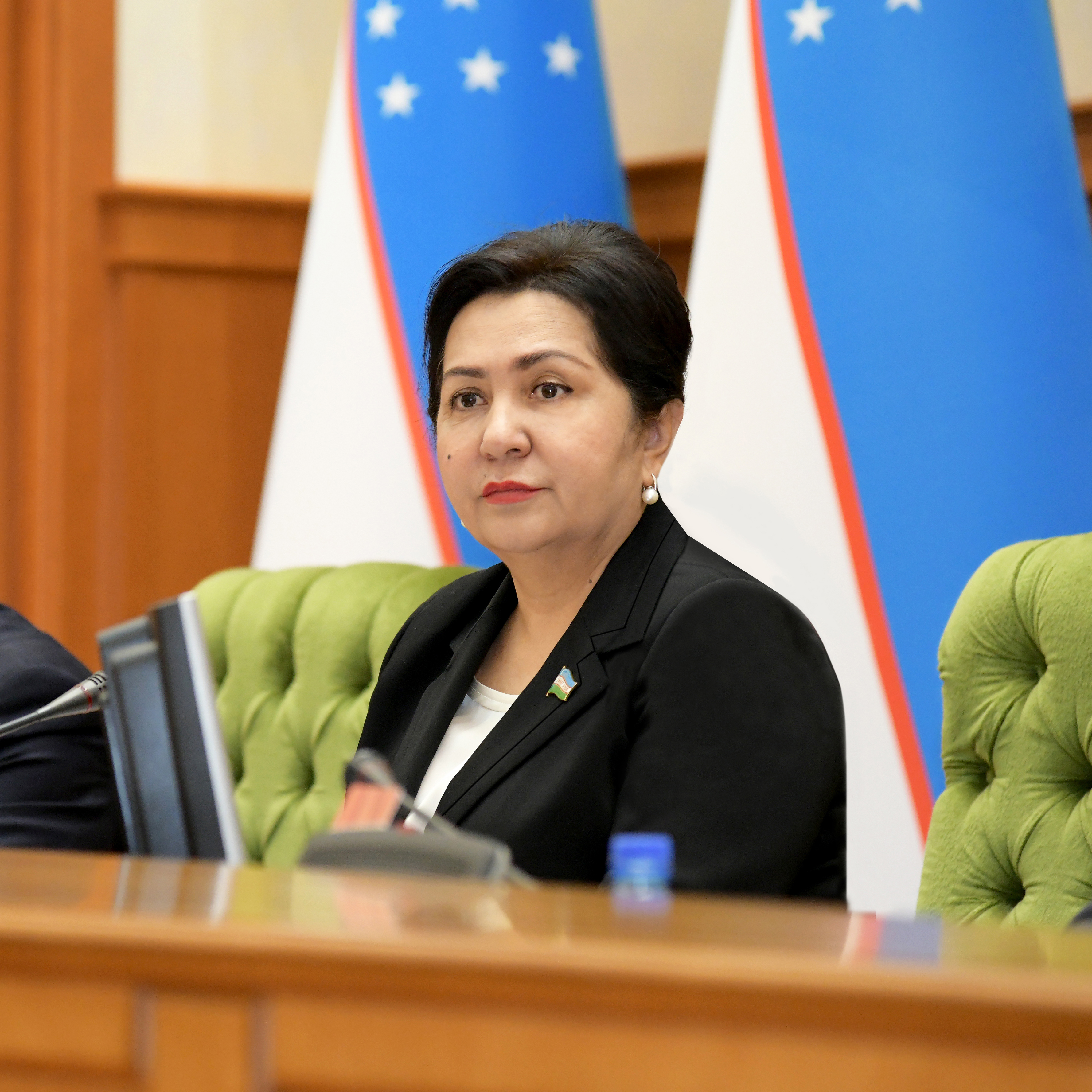
Tanzila Kamalovna Narbaeva (2020)

Tanzila Kamalovna Narbaeva (geboren 24. Juli 1957 in Shahrihan, Provinz Andijon) ist eine usbekische Politikerin, Vorsitzende des Senats Oliy Majlis der Republik Usbekistan (seit 21. Juni 2019 die erste Frau in diesem Amt), Doktorin der soziologischen Wissenschaften. 2016–2019 Vorsitzende des Frauenausschusses Usbekistans, 2010–2016 Vorsitzende des Rates des Gewerkschaftsbundes Usbekistans.

## Leben
Tanzila Narbaeva wurde am 24. Juli 1957 im Shahrihan in der Provinz Andijon geboren. Sie schloss im 1981 ihr Studium an der Staatlichen Universität Taschkent (heute Nationale Universität Usbekistan) ab. Sie hat einen akademischen Abschluss als Kandidat der pädagogischen Wissenschaften. Sie begann ihre berufliche Laufbahn 1974 als führende Jugendspezialistin an der Schule Nr. 1 im Shahrihan in Andijon.
Von 1975 bis 1995 arbeitete sie in Schulen des Bezirks Almazar der Stadt Taschkent als Lehrerin, stellvertretende Schuldirektorin und Direktorin des Schülerpalastes. Von 1995 bis 2010 setzte sie ihre Arbeitstätigkeit im Ministerkabinett der Republik Usbekistan fort. Vom 21. Dezember 2010 bis zum 20. Dezember 2016 war sie Vorsitzende des Rates des usbekischen Gewerkschaftsbundes. Im Dezember 2016 wurde sie in der nach den vorgezogenen Präsidentschaftswahlen gebildeten Regierung zur Vorsitzenden des usbekischen Frauenkomitees und zur stellvertretenden Premierministerin Usbekistans gewählt und ernannt.
Am 22. Dezember 2018 wurde Narbaeva auf der Berichtswahlkonferenz des Frauenkomitees Usbekistans für weitere fünf Jahre als Vorsitzende des Komitees wiedergewählt. Am 20. Juni 2019 wurde Narbaeva durch eine Verordnung des usbekischen Präsidenten Shavkat Mirziyoyev in den Senat des Oliy Majlis berufen. Am darauffolgenden Tag, dem 21. Juni, wurde sie auf Vorschlag des Präsidenten des Landes zur Vorsitzenden des Oberhauses des Parlaments gewählt. Narbaeva war die erste Frau, die dieses Amt innehatte. Am 17. Januar 2020 wurde sie zur Senatorin der Stadt Taschkent gewählt. Am 20. Januar 2020 wurde sie zur Vorsitzenden des Senats des Oliy Majlis wiedergewählt.